# Ângulo
Ângulo è un comune del Brasile nello Stato del Paraná, parte della mesoregione del Norte Central Paranaense e della microregione di Astorga.
È stato istituito nel 1990. In precedenza faceva parte del comune di Iguaraçu.